# Caenohalictus lindigi
Caenohalictus lindigi är en biart som först beskrevs av Joseph Vachal 1911.  Caenohalictus lindigi ingår i släktet Caenohalictus och familjen vägbin. Inga underarter finns listade.